# Nembrotha chamberlaini
 Nembrotha chamberlaini  là một loài động vật thân mềm chân bụng nhiều màu sắc của họ Polyceridae. Chúng sống ở vùng biển Philippines and Indonesia.. Loài này được mô tả lần đầu vào năm 1997.

## Môi trường sống
Loài sên biển này xuất hiện tại vùng biển Philippines and Indonesia. 